# Saint-Christoly-Médoc
Saint-Christoly-Médoc é uma comuna francesa na região administrativa da Nova Aquitânia, no departamento da Gironda. Estende-se por uma área de 7,49 km². Em 2010 a comuna tinha 282 habitantes (densidade: 37,7 hab./km²).